# Шейлін Вудлі
Шейлін Вудлі (англ. Shailene Woodley; нар. 15 листопада 1991, Каліфорнія, США) — американська акторка театру та кіно, виконавча продюсерка, екоактивістка та модель. 

## Ранні роки
Шейлін Вудлі народилася 15 листопада 1991 року в окрузі Сан-Бернардіно, але виросла в Сімі-Валлі (штат Каліфорнія, США). Її мати, Лорі Вудлі (дівоче прізвище Віктор) — шкільний психолог, а батько Лонні Вудлі працює директором у школі. У Шейлін є молодший брат, Теннер Вудлі.
Шейлін закінчила Середню школу в Сімі-Валлі та працювала моделлю з чотирьох років. Вона також відвідувала курси акторської майстерності Ентоні Майндла.

## Кар'єра
Шейлін Вудлі знімається у кіно з 1999 року. Перша відома роль — Емі Юргенс з телесеріалу «Таємне життя американського підлітка». За цю роботу отримала 5 номінацій на премію «Teen Choice awards». Номінована на «Золотий глобус» за роль Александри Кінг у фільмі «Нащадки». У 2014 виконала головну роль у фільмі «Дивергент» за романом Вероніки Рот і у продовженні «Інсургент» (2015).
У 2017 році виконала роль матері-одиначки Джейн Чепмен у міні-серіалі «Велика маленька брехня» за романом Ліян Моріарті разом з Різ Візерспун, Ніколь Кідман та Лорою Дерн. У 2019 році знялася в його продовженні. За цю роботу номінована на премію Еммі.

## Особисте життя
Шейлін Вудлі — енергійна активістка з питань захисту довкілля і клімату.
У 2021 році оголосила про заручини з гравцем американського футболу Аароном Роджерсом. У лютому 2022 року стало відомо про розірвання заручин.

## Фільмографія
| Рік       |    | Українська назва                     | Оригінальна назва                        | Роль                   |
| --------- | -- | ------------------------------------ | ---------------------------------------- | ---------------------- |
| 1999      | тф | Поміняти тата                        | Replacing Dad                            | маленька дівчинка      |
| 2001—2003 | с  | Східний парк                         | The District                             | Крістін Дебрено        |
| 2001—2004 | с  | Розслідування Джордан                | Crossing Jordan                          | молода Джордан Кавано  |
| 2003—2004 | с  | Чужа сім'я                           | The O.C.                                 | Кейтлін Купер          |
| 2003      | с  | Без сліду                            | Without a Trace                          | молода Клер Меткалф    |
| 2004      | с  | Усі люблять Реймонда                 | Everybody Loves Raymond                  | соплива дівчинка 2     |
| 2004—2005 | с  | Джек і Боббі                         | Jack & Bobby                             | Хлоя Бенедикт          |
| 2004      | тф | Місце, яке називається домом         | A Place Called Home                      | Каліфорнія «Калі» Форд |
| 2005      | тф | Фелісіті: Історія юної американки    | Felicity: An American Girl Adventure     | Фелісіті Мерімен       |
| 2005      | тф | Одного разу на матраці               | Once Upon a Mattress                     | Моллі                  |
| 2006      | с  | Мене звати Ерл                       | My Name Is Earl                          | молода Гвен            |
| 2007      | с  | Поряд з будинком                     | Close to Home                            | Габі Турсі             |
| 2007      | с  | Місце злочину: Нью-Йорк              | CSI: NY                                  | Еві Пьерпонт           |
| 2007      | с  | Детектив Раш                         | Cold Case                                | Сара Ганден            |
| 2007      | ф  | Мула                                 | Moola                                    | Ешлі Хеджес            |
| 2007      | тф | Заключний підхід                     | Final Approach                           | Майя Бендер            |
| 2008—2013 | с  | Таємне життя американського підлітка | The Secret Life of the American Teenager | Емі Юргенс             |
| 2011      | кф | Наша справа                          | Our Deal                                 | Дей Троттер            |
| 2011      | ф  | Нащадки                              | The Descendants                          | Александра Кінг        |
| 2013      | ф  | Захоплюючий час                      | The Spectacular Now                      | Еймі Фінекі            |
| 2014      | ф  | Білий птах у заметілі                | White Bird in a Blizzard                 | Кет Коннорс            |
| 2014      | ф  | Дивергент                            | Divergent                                | Беатріс (Тріс) Прайор  |
| 2014      | ф  | Винні зірки                          | The Fault in Our Stars                   | Хейзел Грейс Ланкастер |
| 2014      | кф | 9 поцілунків                         | 9 Kisses                                 | Шейлін Вудлі           |
| 2014      | кф |                                      | The Monogamy Experiment Short            | Шейлін                 |
| 2015      | кф |                                      | Insurgent Live Stream                    |                        |
| 2015      | ф  | Інсургент                            | Insurgent                                | Беатріс (Тріс) Прайор  |
| 2015      | ф  | Сноуден                              | Snowden                                  | Ліндсей Міллс          |
| 2016      | ф  | Аллегіант — частина 1                | Allegiant: Part 1                        | Беатріс (Тріс) Прайор  |
| 2017—2019 | с  | Велика маленька брехня               | Big Little Lies                          | Джейн Чепмен           |
| 2018      | ф  | У полоні стихії                      | Adrift                                   | Темі Олдгем            |
| 2019      | ф  | Коханці                              | Endings, Beginnings                      | Дафна                  |
| 2021      | ф  | Мавританець                          | The Mauritanian                          | Тері Дункан            |
| 2021      | ф  | Останній лист від твого коханого     | The Last Letter from Your Lover          | Дженніфер Стерлінґ     |
| 2021      | ф  |                                      | The Fallout                              | Анна                   |
| 2023      | ф  | Мізантроп                            | To Catch a Killer                        | Елеонора               |
| 2023      | ф  | Феррарі                              | Ferrari                                  | Ліна Ларді             |
| 2023      | ф  | Дурні гроші                          | Dumb Money                               | Керолайн Гілл          |